# Petrovice u Karviné
Petrovice u Karviné település Csehországban, a Karvinái járásban. Petrovice u Karviné Karviná és Dětmarovice településekkel határos. Lakosainak száma 4971 fő (2025. január 1.).

## Népesség
A település lakosságának változását az alábbi diagram mutatja:
| Lakosok száma | 2403 | 3149 | 3893 | 3957 | 3831 | 5344 | 5333 | 5384 | 4853 | 4971 |
|               | 1869 | 1900 | 1921 | 1961 | 1980 | 2014 | 2017 | 2020 | 2022 | 2025 |